# Catedral de Nuestra Señora de la Sed (Entrevaux)
La catedral de Nuestra Señora de la Sed o simplemente antigua catedral de Entrevaux (en francés: Cathédrale Notre-Dame-de-la-Sed d'Entrevaux) ahora la Chapelle de l'Hôpital, es una iglesia católica situada en la antigua ciudad de Glandèves, Alpes-de-Haute-Provence. Fue abandonada en la Edad Media por el emplazamiento más seguro en el actual Entrevaux. Sólo permanece la cabecera, que se ha convertido en una capilla.
La antigua ciudad de Glandèves ocupaba un sitio expuesto que fue frecuentemente atacado y saqueado. En el siglo XI los habitantes se trasladaron a un asentamiento más seguro y defendible en Entrevaux, aunque la sede del obispo de Glandèves permaneció en la catedral en el antiguo sitio.
Entre 1609 y 1624 se construyó en Entrevaux una nueva catedral (catedral de Nuestra Señora de la Asunción), que se convirtió en la sede de la diócesis cuando fue culminada.
La diócesis de Glandèves dejó de existir en el Concordato de 1801, que reformó la estructura eclesiástica de Francia tras la Revolución Francesa, siendo dividido el territorio bajo su jursdicción entre la diócesis de Digne y la diócesis de Niza.
La antigua catedral y los edificios del palacio episcopal contiguo fueron vendidos durante la Revolución y posteriormente utilizados como una pensión y un hospital, de ahí el nombre alternativo de la actual iglesia como capilla del Hospital. La edificación restante data del siglo XII, con algunos trabajos de finales del siglo XVI. La conversión de la capilla le dio un aspecto moderno.
El edificio fue inscrito en el título de los monumentos históricos el 27 de junio de 1996.

## Véase también

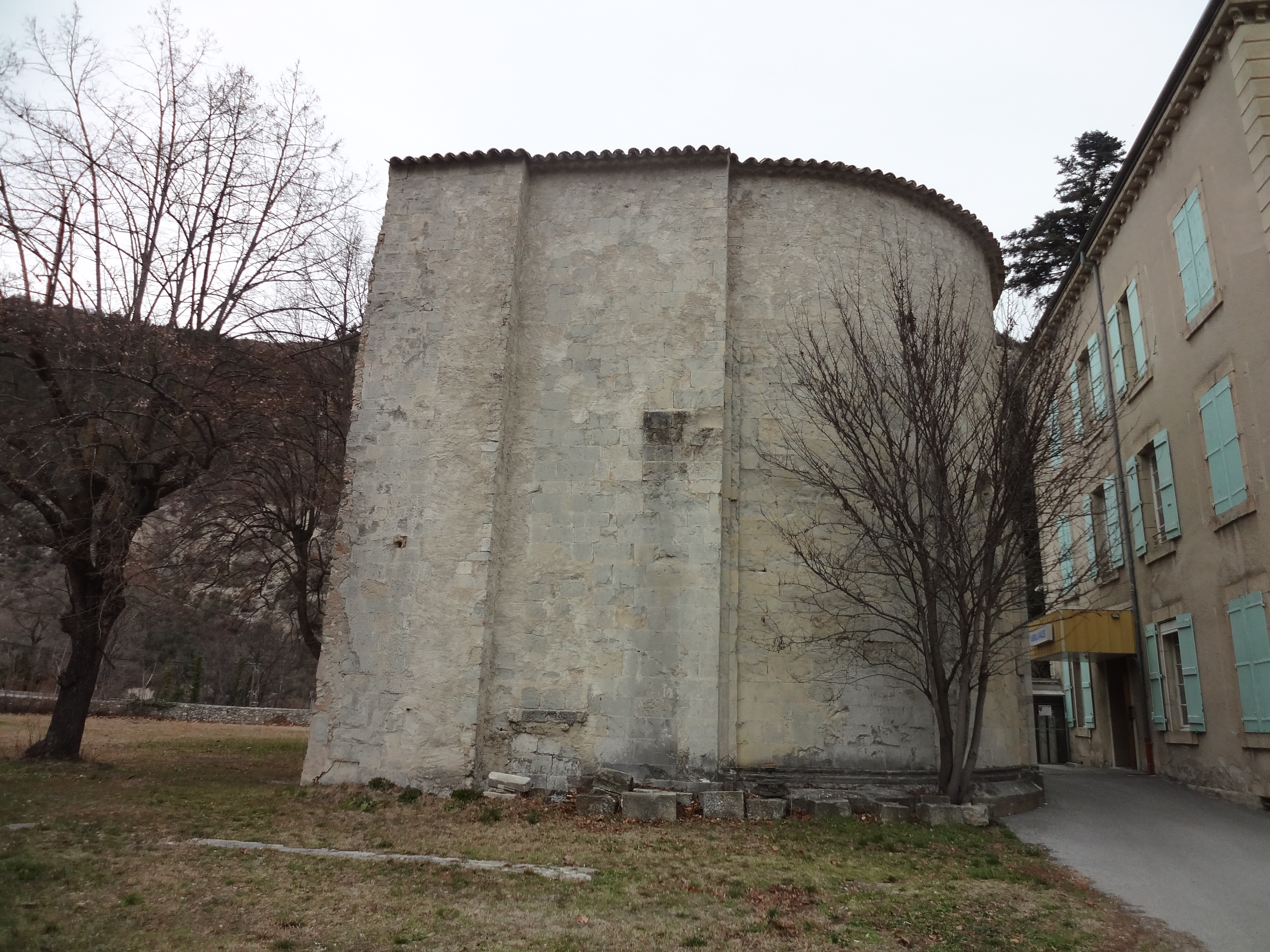
Otra vista del templo